# Max Nilsson
Max Mattias Nilsson, född 11 mars 2005, är en svensk fotbollsspelare som spelar för Landskrona BoIS.

## Karriär

### Tidiga år
Nilssons moderklubb är IFK Osby. 2019 debuterade han som 14-åring för klubben i division 4. 2020 gick Nilsson till IFK Hässleholm. Han gjorde tre mål på 47 matcher för klubben i division 2 mellan 2021 och 2022.

### Landskrona BoIS
I december 2022 värvades Nilsson av Landskrona BoIS, där han skrev på ett treårskontrakt. Redan i mars 2023 förlängdes hans kontrakt fram över säsongen 2027. Nilsson gjorde sin Superettan-debut den 15 april 2023 i en 2–0-seger över Skövde AIK, där han blev inbytt i den 88:e minuten mot Robin Dzabic. Nilsson spelade totalt 26 matcher i Superettan 2023, varav fyra från start.
Under sin andra säsong i Landskrona BoIS skolades Nilsson om från mittfältare till högerback. Den 1 juni 2024 gjorde han sitt första mål i en 2–0-seger över Trelleborgs FF. Senare samma månad, den 24 juni, gjorde Nilsson två mål i en 4–3-seger över Örgryte IS.